# سيرفيور 1
سيرفيور 1 هي أول مركبة أمريكية هبطت على سطح القمر ضمن برنامج سيرفيور. وقد جمعت هذه المهمة معلومات هامة أفادت رحلة أبولو وصعود أول إنسان إلى القمر.
انطلقت المهمة في 30 مايو 1966 وحطت على سطح القمر في 2 يونيو 1966 وأرسلت 11,237 صورة بواسطة كاميرا تلفزيونية إلى الأرض

## معرض صور

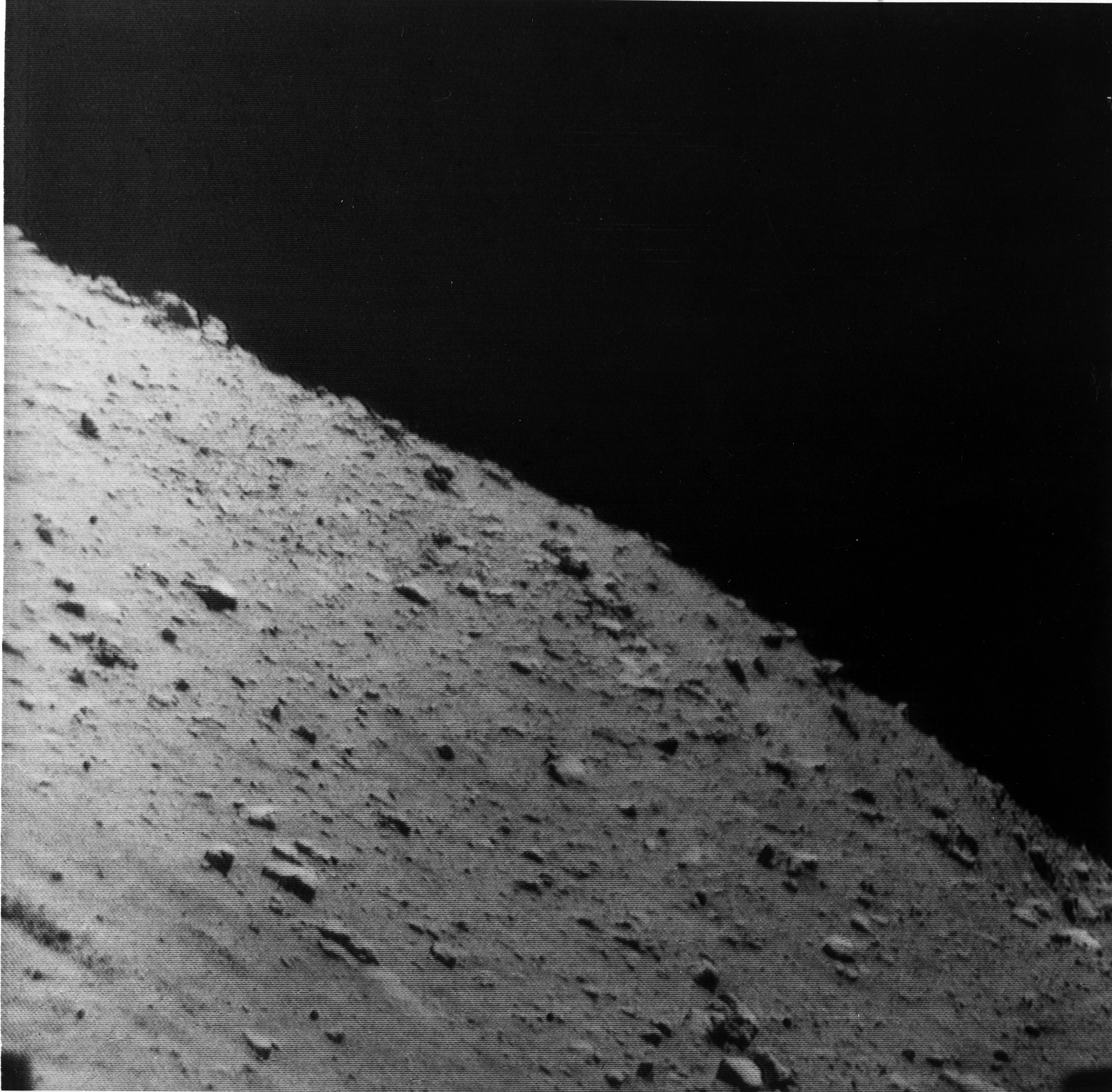
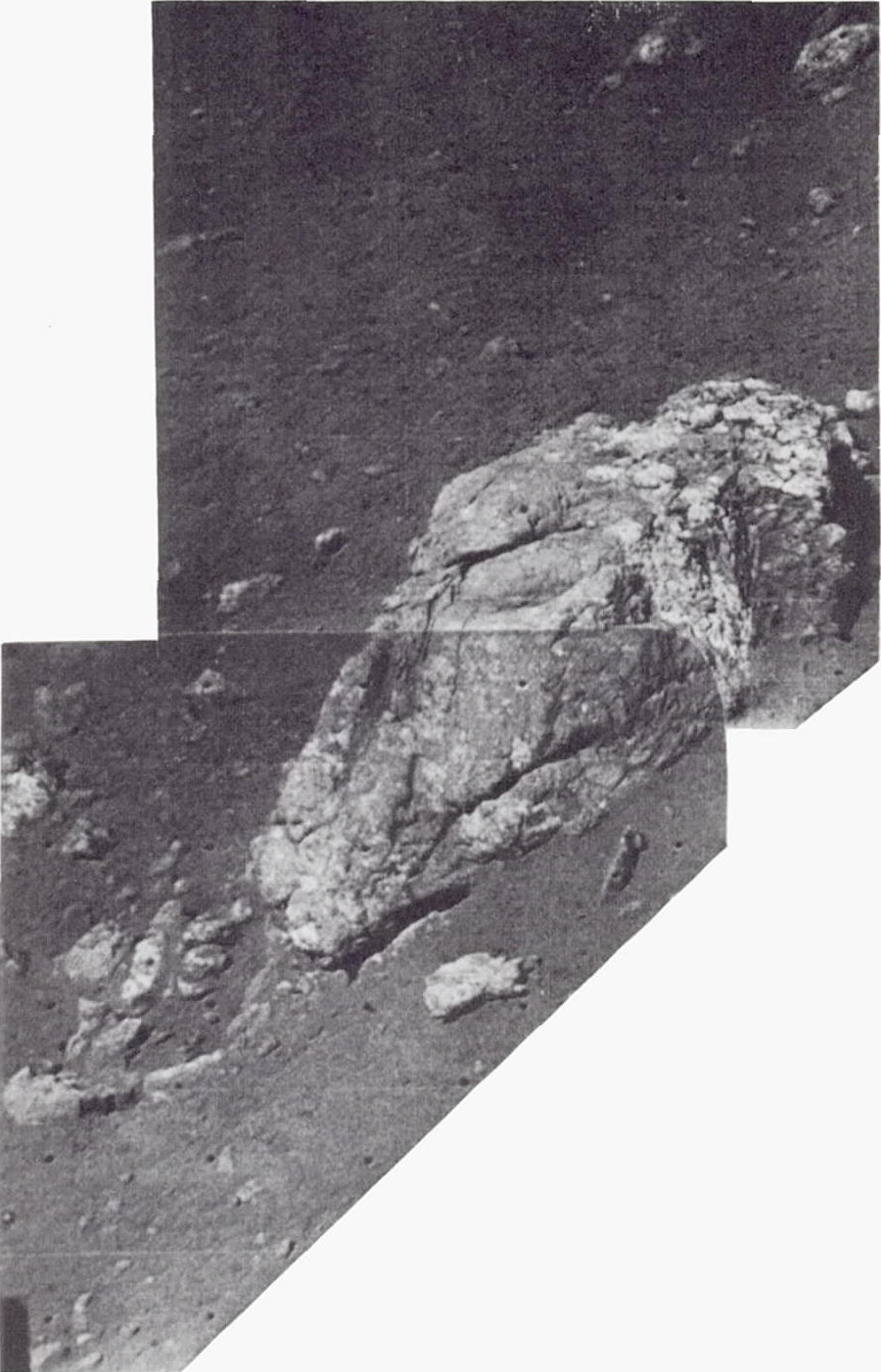
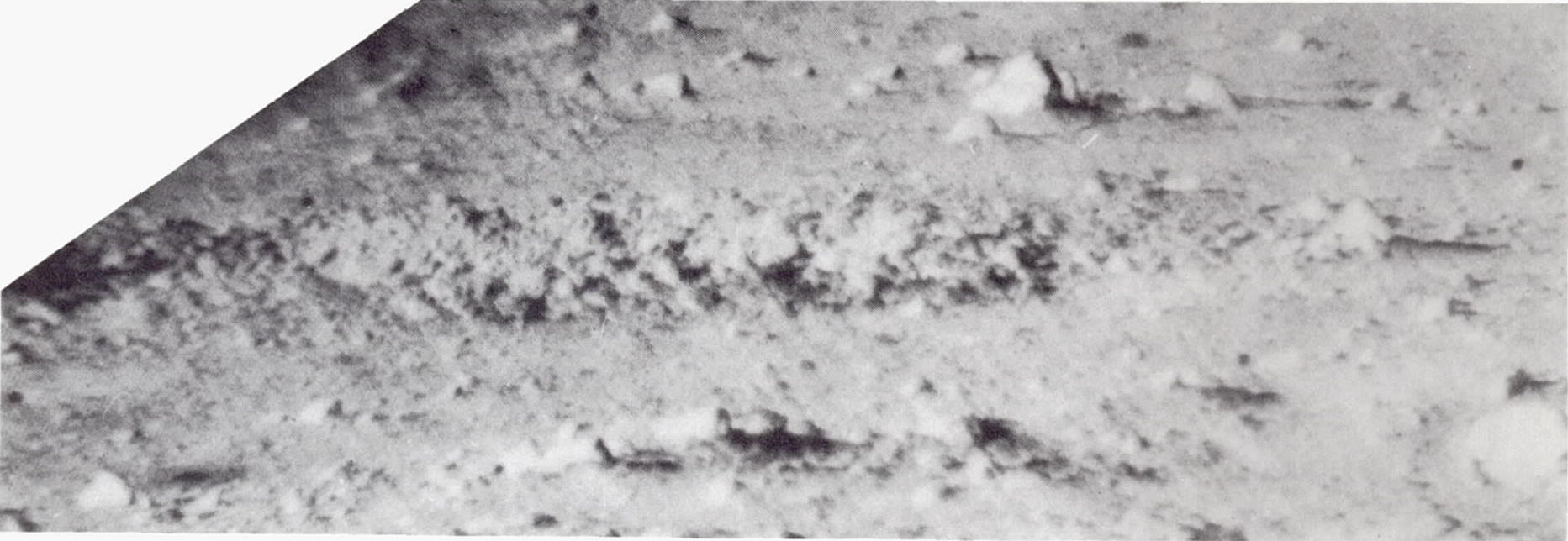
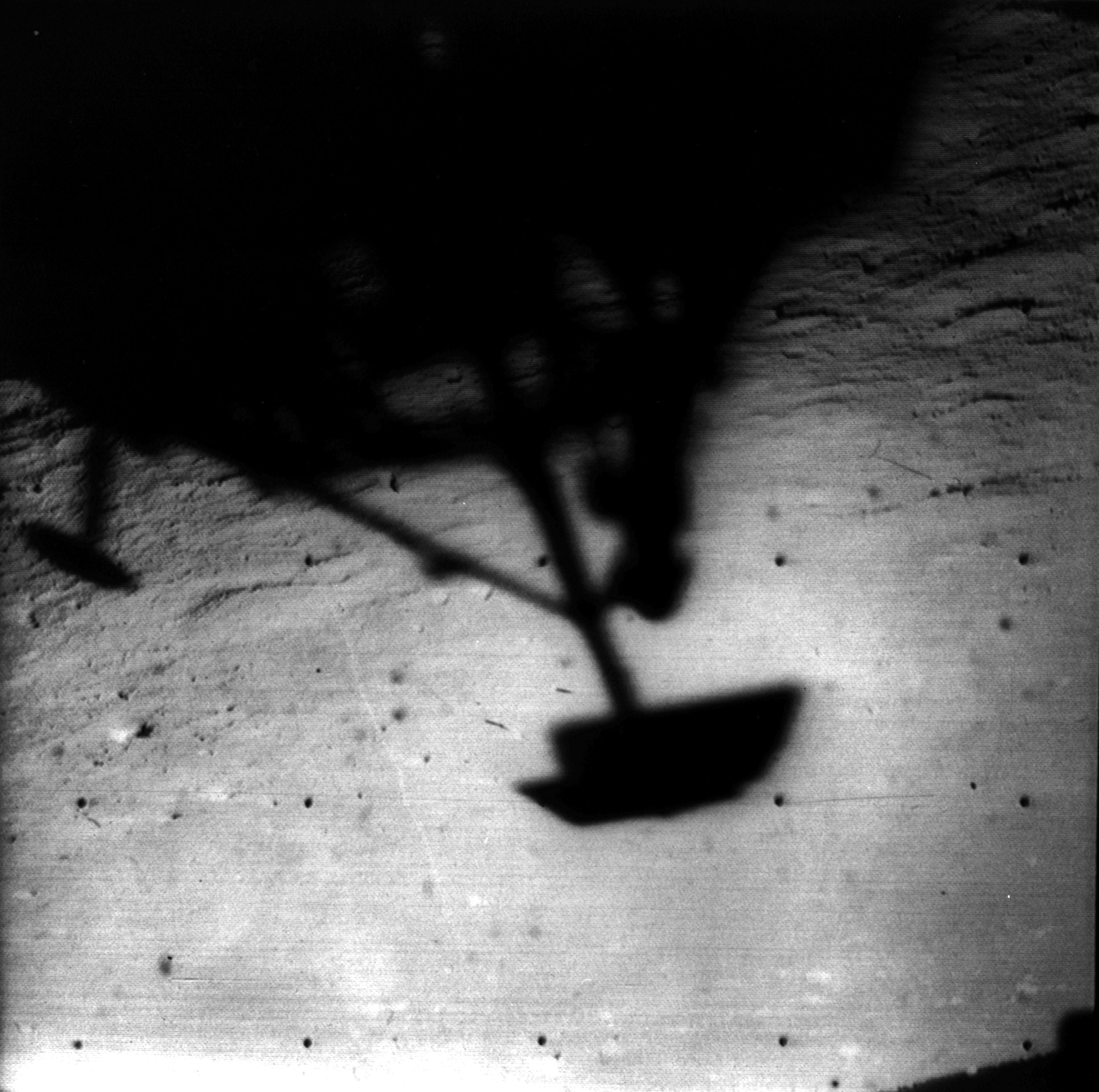
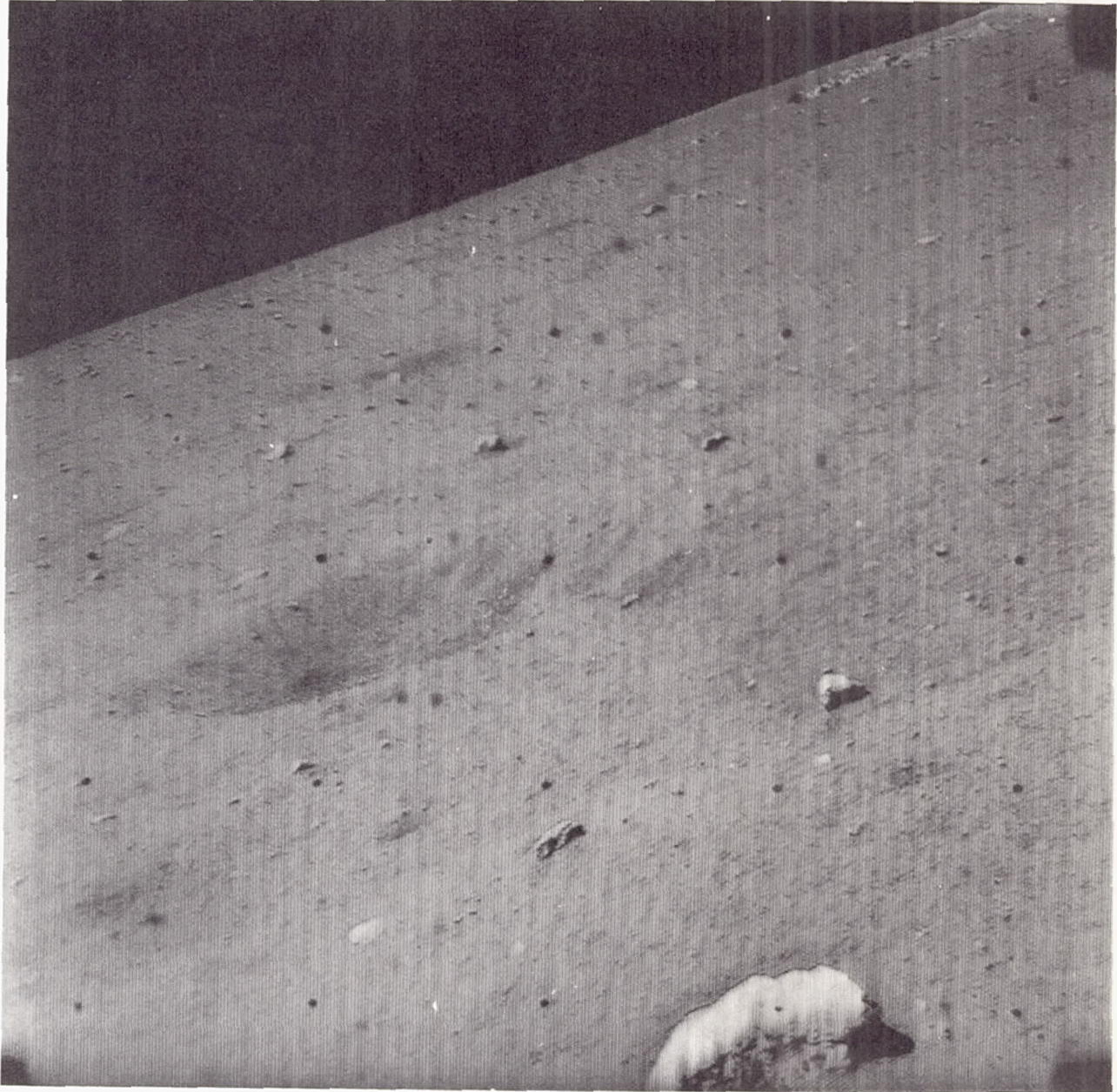